# Hartmut Kania
Hartmut Kania (* 14. Mai 1956) ist ein ehemaliger deutscher Handballspieler.

## Werdegang
Kania begann seine Karriere im Jahre 1964 beim TV Werther und wechselte in der Jugend zum TV Deutsche Eiche Künsebeck. Bereits mit 17 Jahren debütierte Kania in der ersten Herrenmannschaft der Künsebecker, die seinerzeit in der Verbandsliga spielte. Im Jahre 1974 wechselte er zum TuS Jöllenbeck, mit dem er ein Jahr später aus der Oberliga Westfalen abstieg. 1976 folgte dann der Wechsel zum Regionalligisten TSV Altenhagen 03, wo er drei Jahre spielte. Zwar stiegen die Altenhagener 1979 aus der Regionalliga ab, dennoch wechselte Kania zum Bundesligisten TuS Nettelstedt. Mit den Nettelstedtern gewann Kania im Jahre 1981 gegen den VfL Günzburg den DHB-Pokal sowie gegen den SC Empor Rostock den Europapokal der Pokalsieger. Zwei Jahre später beendete er berufsbedingt seine Profikarriere. Hartmut Kania wechselt zum Verbandsligisten SC Bielefeld 04/26, mit dem er 1984 in die Oberliga Westfalen aufstieg. Vier Jahre später stieg Kania mit den Bielefeldern wieder ab und kehrte 1989 zu seinem Heimatverein TV Werther zurück, mit dem er ein Jahr später in die Bezirksliga aufstieg. 1994 beendete er seine Karriere.
Im Jahre 1982 absolvierte Hartmut Kania drei Länderspiele für die deutsche Nationalmannschaft. Hartmut Kania ist verheiratet und hat zwei Töchter. Er arbeitet als Berater in einem Softwareunternehmen.

## Erfolge
- Europapokal der Pokalsieger: 1981
- Deutscher Pokalsieger: 1981